# Schloss Burg (Düsseldorf)

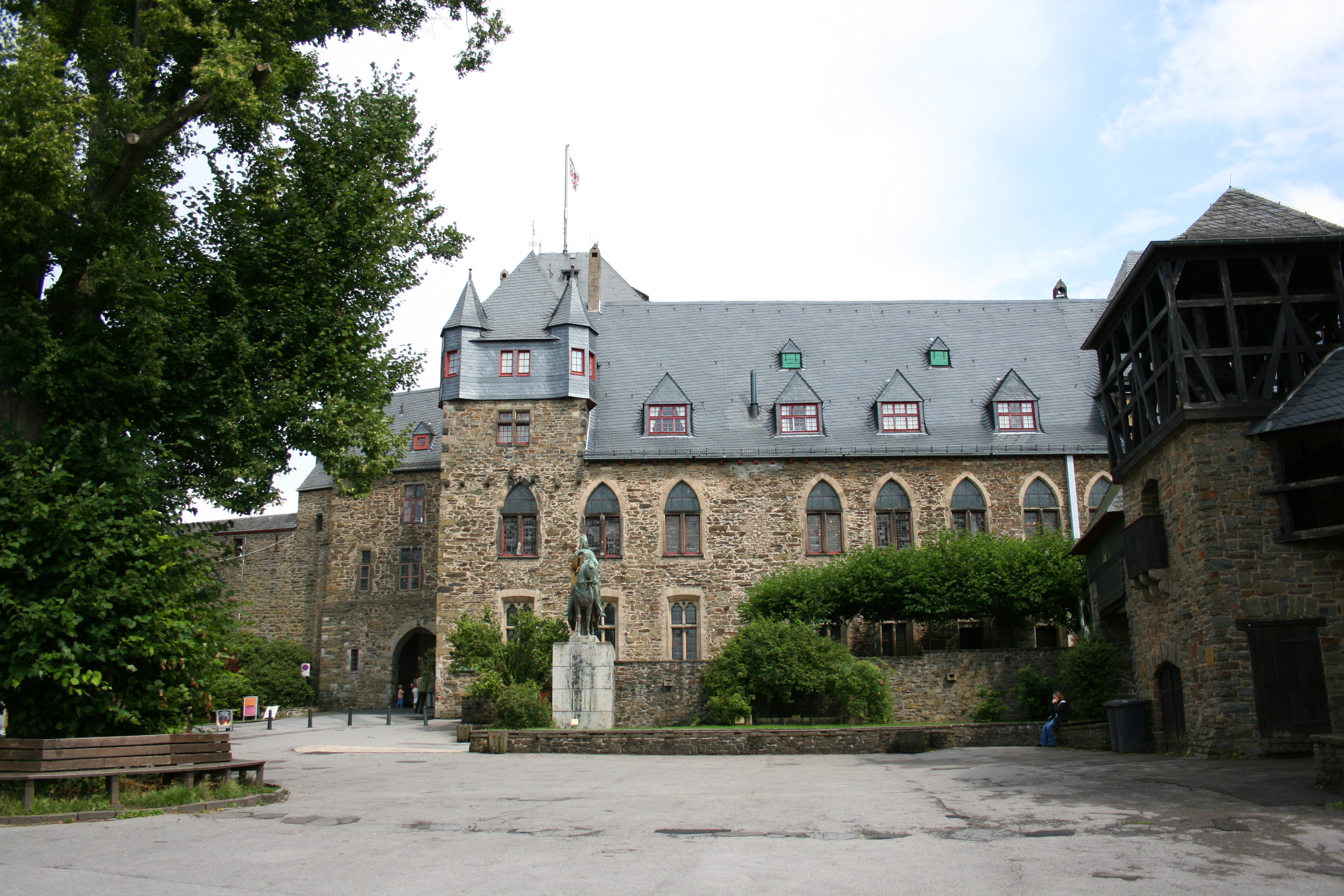
Vista parcial do Schloss Burg.

O Schloss Burg é a segunda sede ancestral dos Condes e Duques de Berg e o maior castelo reconstruído do Estado da Renânia do Norte-Vestfália. Fica situado em Burg an der Wupper, um bairro da cidade alemã de Solingen, na região de Düsseldorf. 

## História

### Palácio residencial

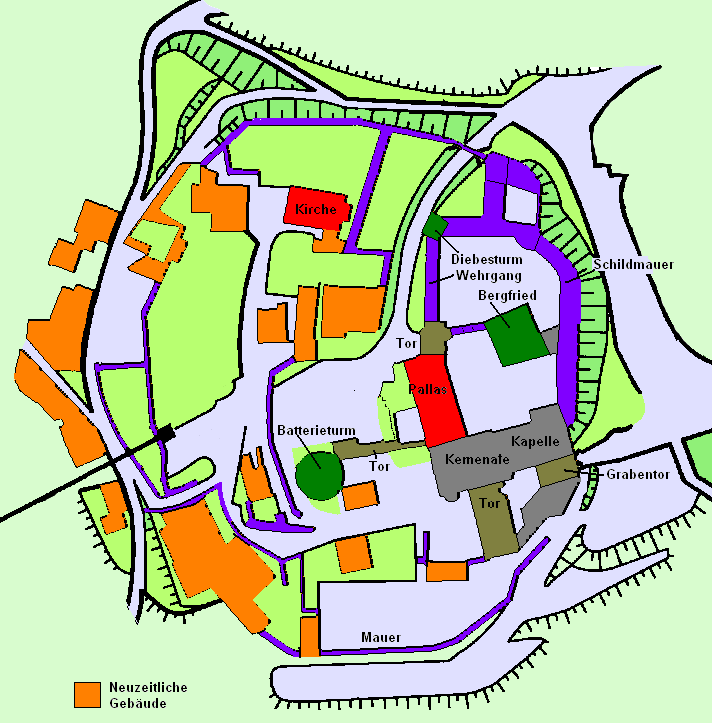
Planta do Schloss Burg.

No início do século XII (depois de 1333), foi criado pelo Conde Adolfo II de Berg (também vom Berg ou de Berge) o Burg Neuenberge ou Neuenburg  (latim: novus mons, novum castrum ou novi montis castrum - Neuberg, Neuburg ou Feste auf dem neuen Berg) num alto sobre o Rio Wupper. O Burg Berge, em Odenthal-Altenberg, antiga sede dos Condes de Berg, foi abandonado. Só no século XV é que o castelo sofreu uma grande transformação como pavilhão de caça, recebendo o seu nome actual - Schloss Burg - por causa duma certa secção do edifício, que ainda era, então, chamado de castelo (Burg).

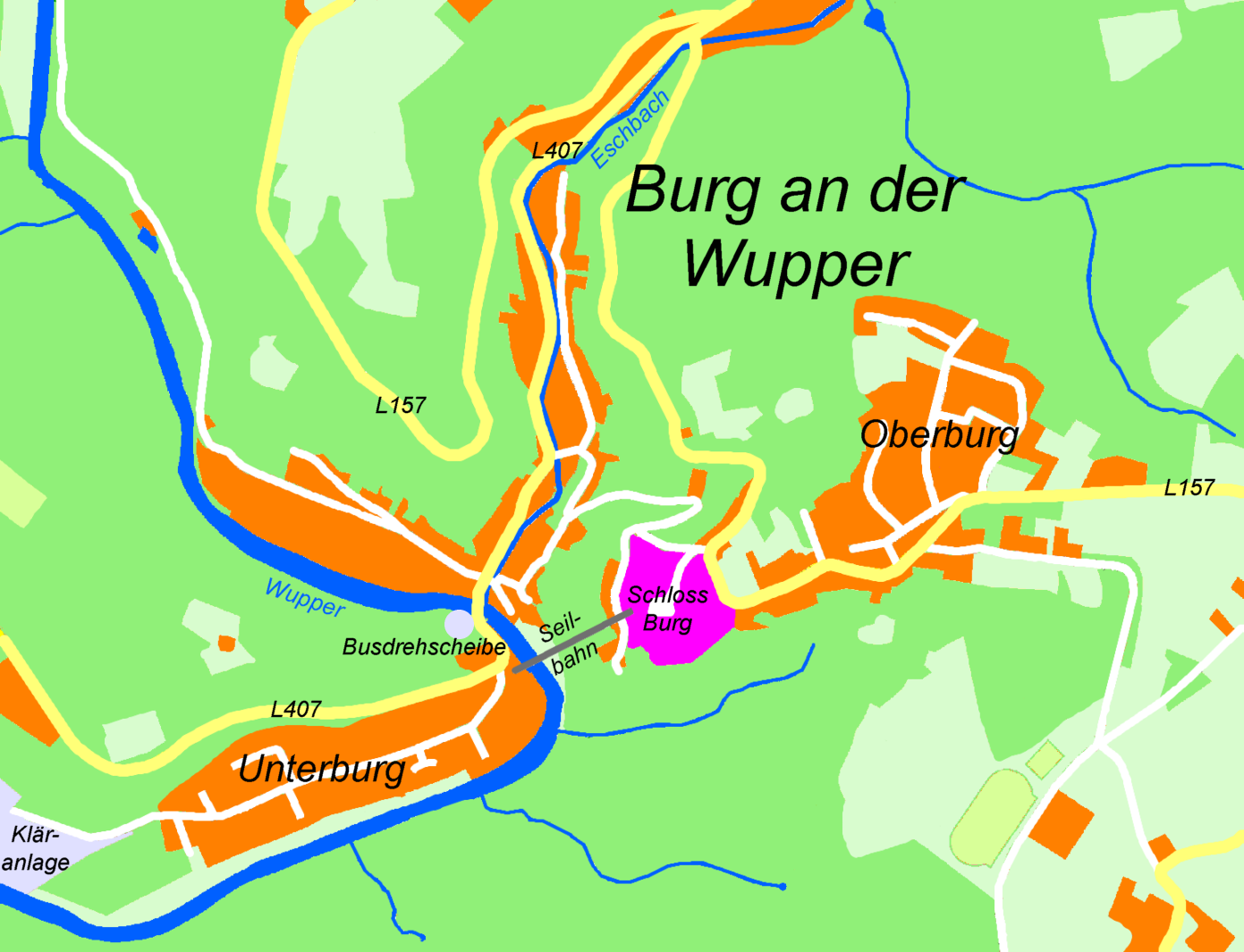
Localização do Schloss Burg no mapa da região.

O sucessor de Adolfo II, o Conde Adolfo III de Berg, participou na Quinta Cruzada e caíu, em 1218, no Egipto frente a Damieta. O seu irmão mais novo, o Arcebispo Engelberto I de Colónia, assumiu, provavelmente, o governo do condado. Como Conde Engelberto II de Berg (ou simplesmente Engelberto de Berg) construíu o Palas (palácio) entre 1218 e 1225. Engelbert teve abundância de poder não só como arcebispo e conde, mas também como confidente e regente ao serviço de Frederico II e guardião do futuro Rei Henrique VII da Germânia. Naturalmente, Engelbert também tinha inimigos, vindo a ser assassinado, no dia 7 de Novembro de 1225, depois duma mediação de disputa fracassada com o seu primo Friedrich von Isenberg.
Durante a disputa da sucessão de Limburg, o Conde Adolfo V de Berg participou na decisiva Batalha de Worringen (1288). Depois da vitória, o derrotado Arcebispo de Colónia Siegfried von Westerburg foi aprisionado no Schloss Burg. Adolfo V tinha a mão livre para estabelecer o seu controle sobre uma cidade no Reno: Düsseldorf.
Nos séculos XIII e XIV, o Schloss Berg foi a principal residência dos Condes de Berg.

### Palácio de caça
A partir de 1385, cinco anos depois da elevação do Conde Guilherme II de Berg ao estatuto de duque pelo Rei dos Romanos Venceslau de Luxemburgo, Düsseldorf passou a ser local de residência dos Duques de Berg. O Schloss Burg passou a ser usado mais como palácio de caça e para fins cerimoniais. 
Em 1496, a filha do duque, Maria de Jülich-Berg, foi prometida num noivado infantil a João, o Pacificador, de Kleve-Mark. Este casamento, celebrado no Schloss Burg em 1509, levou à formação dos Ducados Unidos de Jülich-Cleves-Berg. A segunda filha de João, Ana de Cleves, foi a quarta mulher do Rei Henrique VIII de Inglaterra. Em 1500, o Duque Guilherme de Jülich-Berg alongou a parte sul do edifício.

### Decadência a partir da Guerra dos Trinta Anos

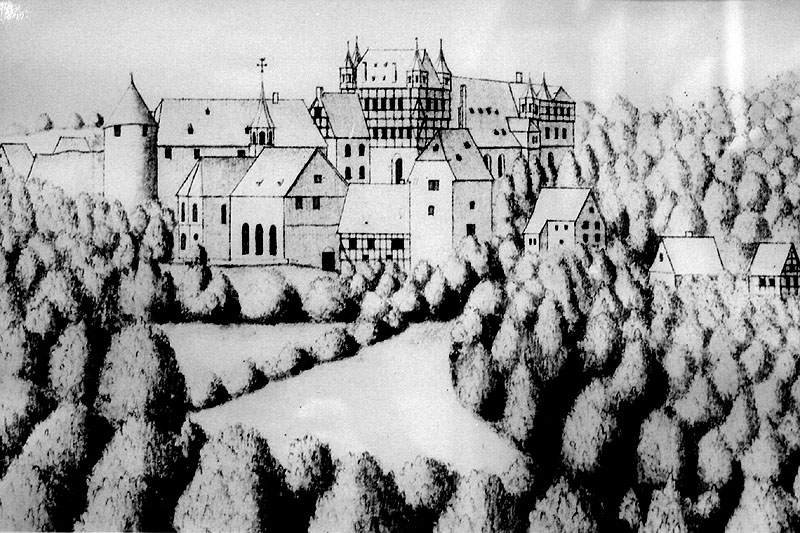
Visão idealizada do Schloss Burg num desenho do Prof. Erich Philipp Ploennies, 1715.

Em 1632, durante a Guerra dos Trinta Anos, o Schloss Burg foi cercado e bombardeado pelos suecos. Em 1648, depois da guerra, as tropas imperiais, sob o comando do Coronel Heinrich von Plettenberg, destruiram na sua retirada todas as defesas (torre de menagem, muralhas, portões e torres) com excepção da Diebesturm (Torre dos Assantantes) e de alguns edifícios de serviço. Em 1700 o edifício principal foi reparado parcialmente. 
Até 1807 manteve-se como sede do tesoureiro ducal e do juiz do Amt Bornefeld de Berg.
Até 1849, o castelo foi utilizado com fins comerciais-industriais; entre outros, foi criada uma fábrica de cobertores nos edifícios abandonados do castelo, que produzia os famosos Burger Scharzen. Por esse motivo, o Schloss Burg era chamado pelo povo de Schaazenborg. 
Em meados de 1849, o tecto do palácio foi deitado a baixo; as ferrarias e as cantarias foram utilizadas para o edifício do tribunal distrital (Landgericht) de Elberfeld. A partir deste ponto de deterioração, o palácio ficou quase completamente em ruínas.

### Reconstrução e restauro a partir de 1890

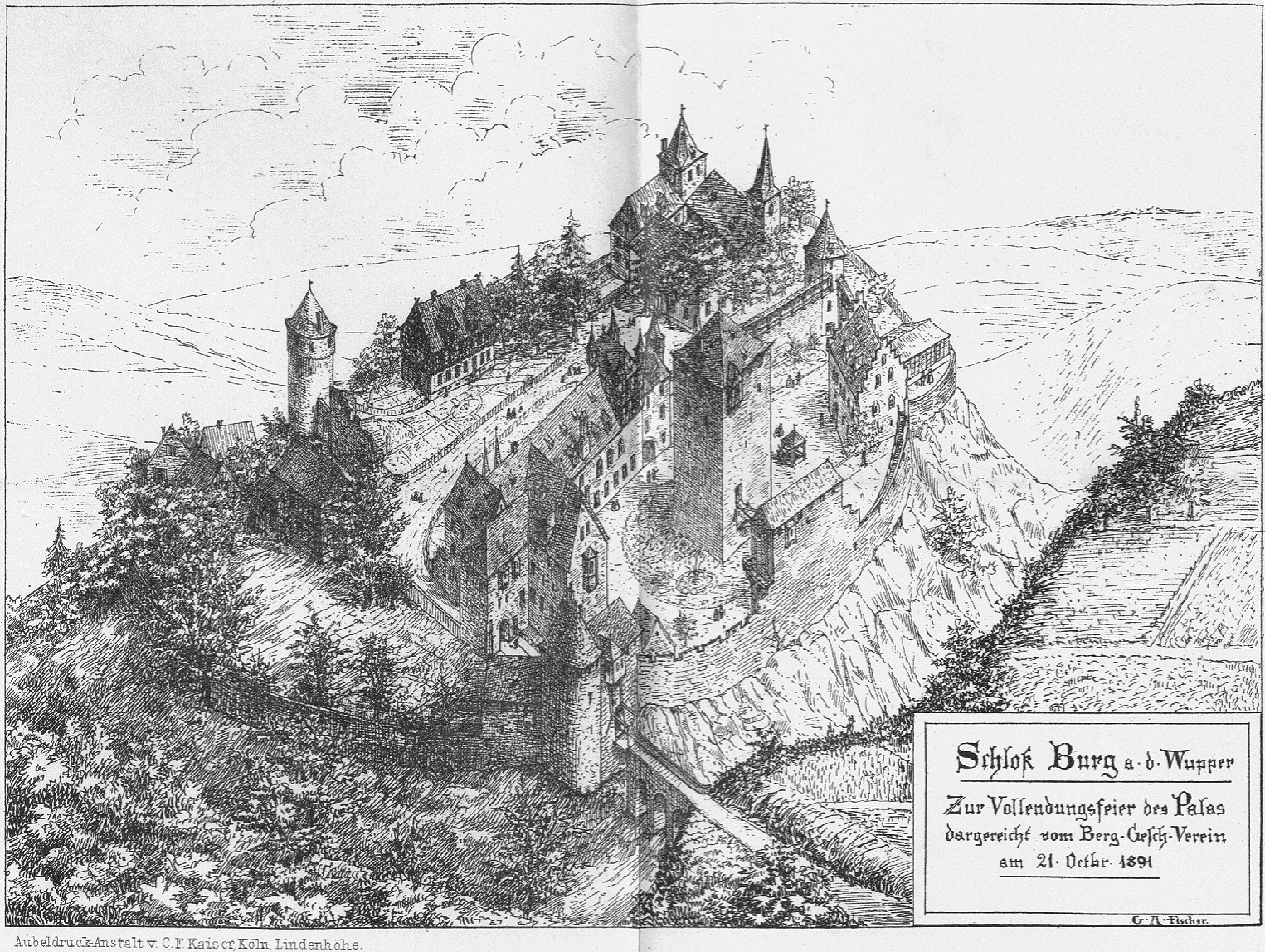
Plano de 1891 para a reconstrução do Schloss Burg.

A partir de 1882, o arquitecto Gerhard August Fischer, de Barmen, preparou planos para a reconstrução com uma abundância de desenhos, planos, esquemas e escavações própria. Para tal, serviu-se de registos antigos e também se baseou, principalmente, na aparência dos castelos renanos do século XVI.

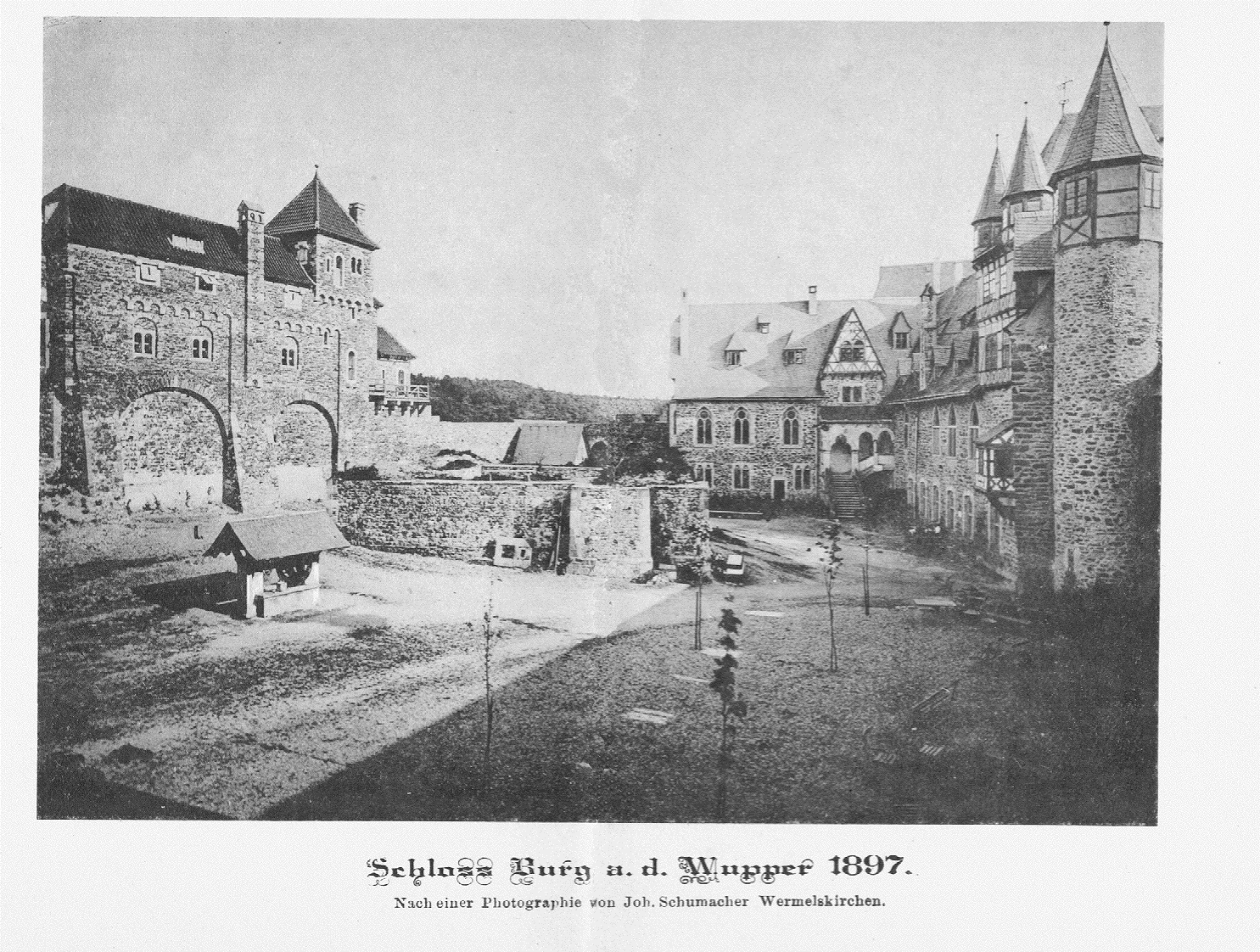
Aspecto do Schloss Burg em 1897.

No dia 3 de Agosto de 1887 foi fundada a "Associação para a Preservação das Ruínas do Palácio de  Burg an der Wupper" (Verein zur Erhaltung der Schloßruine zu Burg a. d. Wupper), que mais tarde recebeu o nome de Schlossbauverein.
A partir de 1890, as ruínas do palácio foram reconstruídas pela Schlossbauverein sob a liderança de Julius Schumacher, um fabricante natural de Wermelskirchen; as obras de reconstrução arrastatram-se até 1914. Durante a construção houve a participação dos pintores da Academia de Bellas Artes de Düsseldorf (Kunstakademie Düsseldorf). Deste modo, Claus Meyer, Johann Peter Theodor Janssen e Willy Spatz deram forma a murais históricos. Para a fase final da construção ficou a Batterieturm (Torre da Bateria), que desde 21 de Outubro de 1951 alberga o "Memorial do Leste Alemão" (Gedenkstätte des Deutschen Ostens).
Na noite de 26 de Novembro de 1920 ardeu completamente o piso superior do palácio, a portaria e a escadaria. Depois disso, foi aceite a admissão de curiosos, sendo o dinheiro apurado canalizado para a reconstrução, que duraria de 1922 a 1925.
Em 1929 foi inaugurado o Memorial a Engelberto em homenagem ao construtor do castelo e arcebispo. A obra do escultor berlinense Paul Wynand foi oferecida por Max Albert Molineus.

### Capela no Oberburg

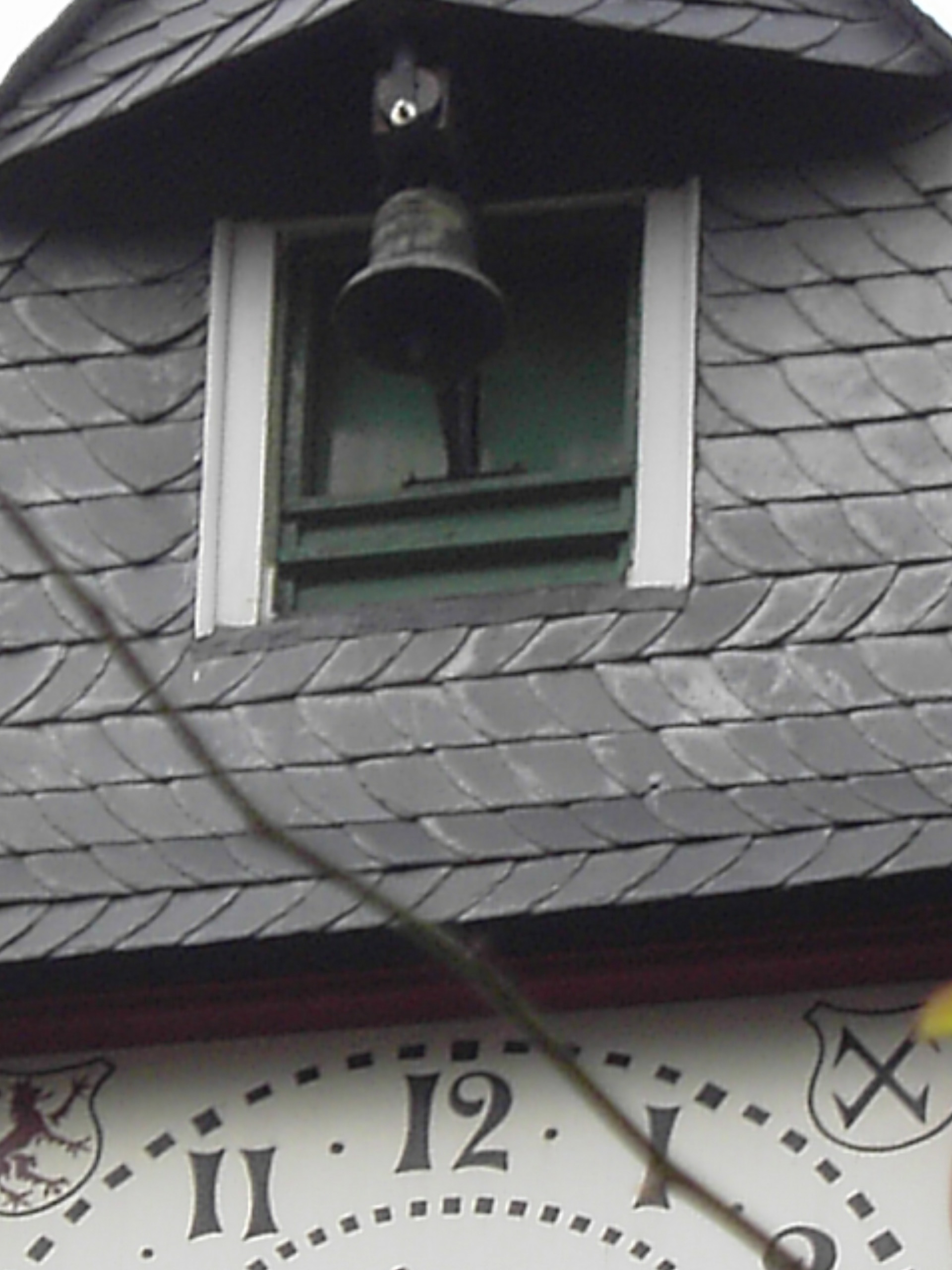
O sino da capela na Batterieturm.

No Oberburg (castelo superior), num prado a norte da esquina da Straße am Hahn com a Wermelskirchener Straß, esteve até 1830 uma pequena capela dedicada a Nossa Senhora. Ainda está desenhada no mapa da região (urkatasterkarte) como um rectângulo com abside semi-circular. De acordo com os registos de recenseamento, o prado pertence à comunidade católica até hoje. Em 1729, o Barão Johann Bernhard von Franken, um filho do construtor, fundou um chamado Erbrente de 72 coroas para a sua baronia Gut Kastein no Amt Mettmann. A verdadeira capela foi construída antes de 1698 por Johann Bernhard von Franken, juiz do Palatinado natural de Burg, casado com Anna Hasenclever, tendo sido demolida depois de 1830 devido ao seu estado de ruína. O sino antes abrigado na torre sineira da capela está hoje alojado na sina do relógio do Schloss Burg, onde continua a marcar as horas.

### Exploração arqueológica de 2005
De Maio a Junho de 2005 foi realizada uma explorção arqueológica no Schloss Burg o decorrer de obras que visavam a segurança do terraço norte. Foram escavadas duas valas, de forma que a muralha do castelo na área do pátio norte pudesse ser investigada pela primeira vez desde a reconstrução do século XIX. Os resultados confirmaram uma tese do arquitecto Gerhard August Fischer datada de 1887/1888, que considera os restos dessa parede como parte do primeiro palácio do fundador Conde Adolfo II. Durante as escavações foram encontrados fragmentos de cerâmica e de ossos, o que deu inormações sobre os hábitos alimentares seguidos.

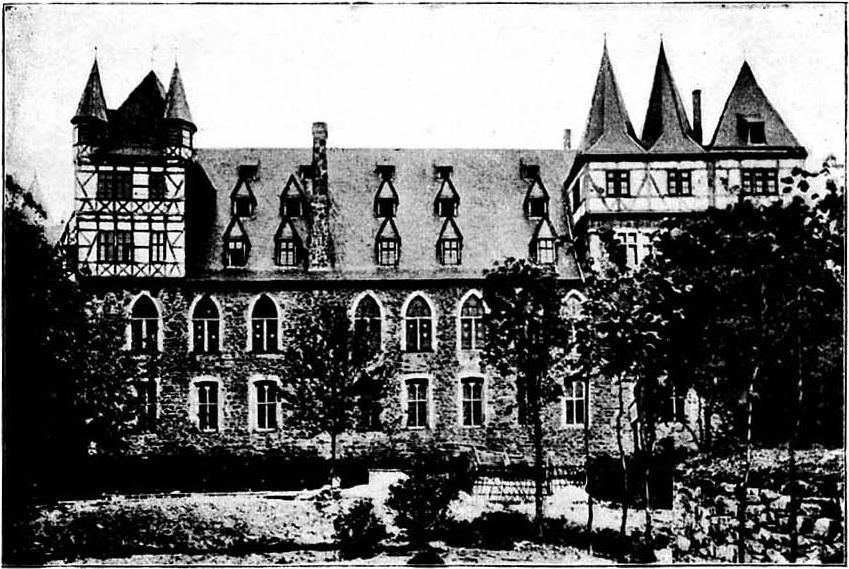
Aspecto do Schloss Burg em 1906
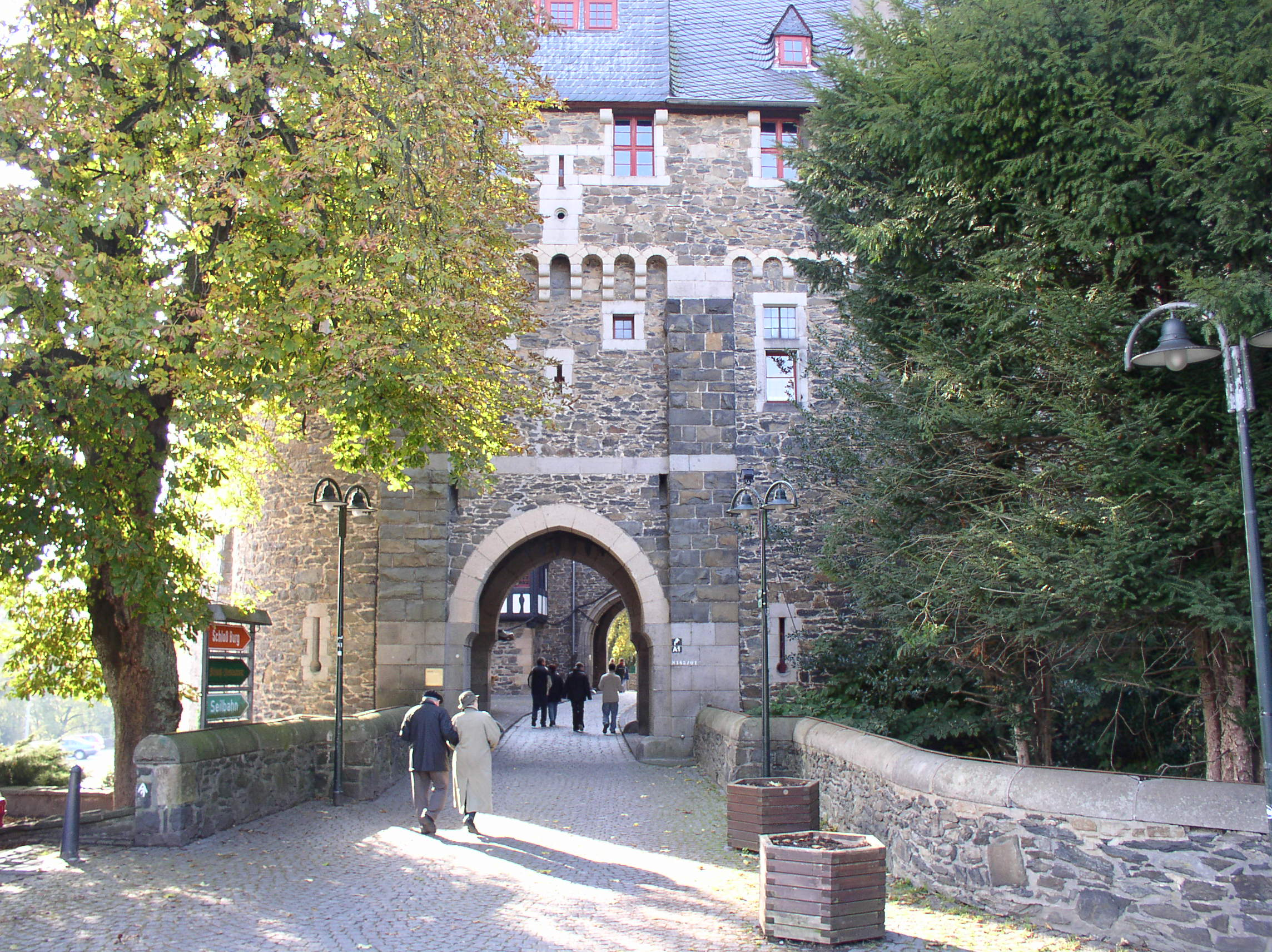
Entrada do Schloss Burg
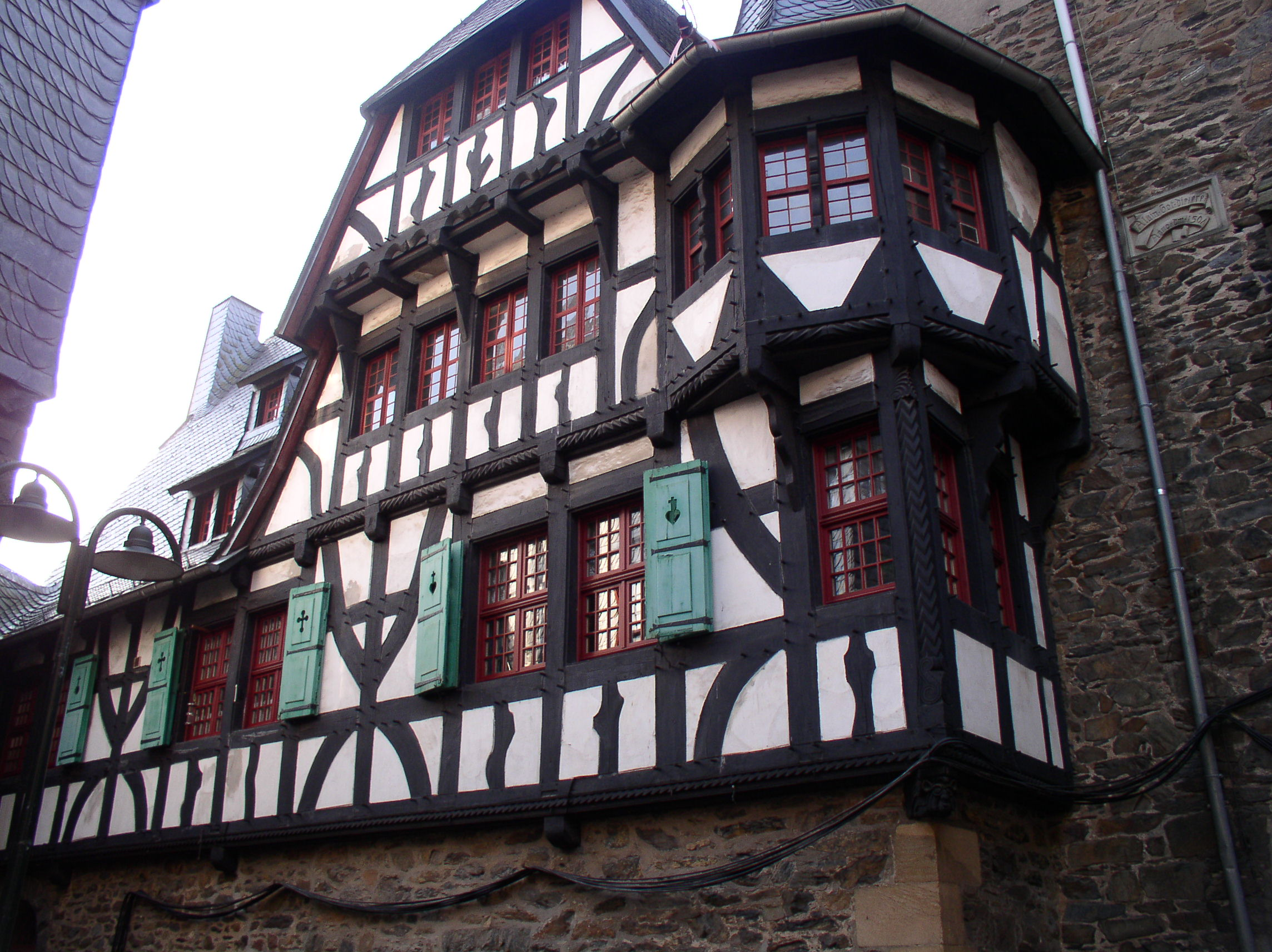
Detalhe do conjunto
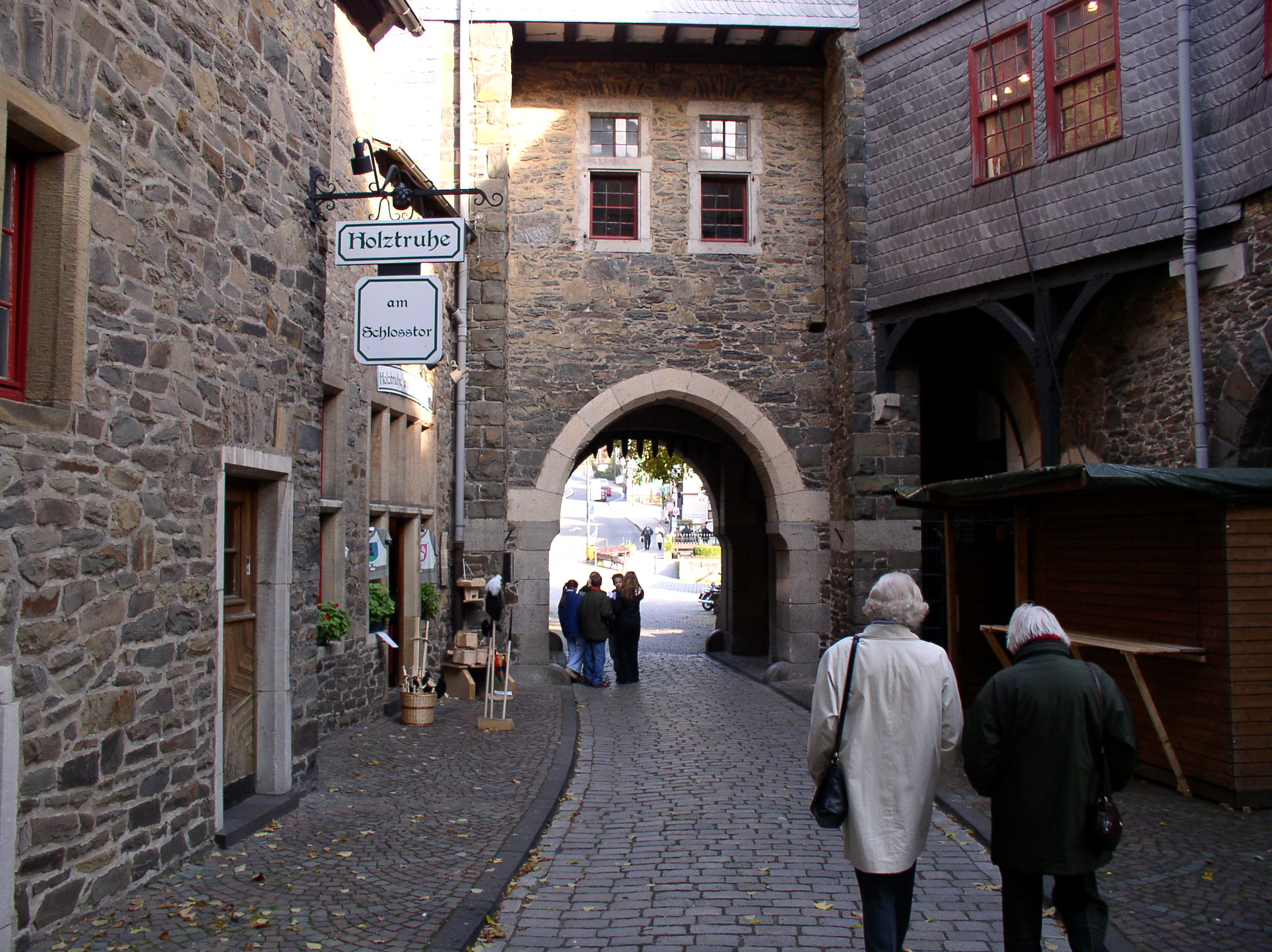
Detalhe do conjunto
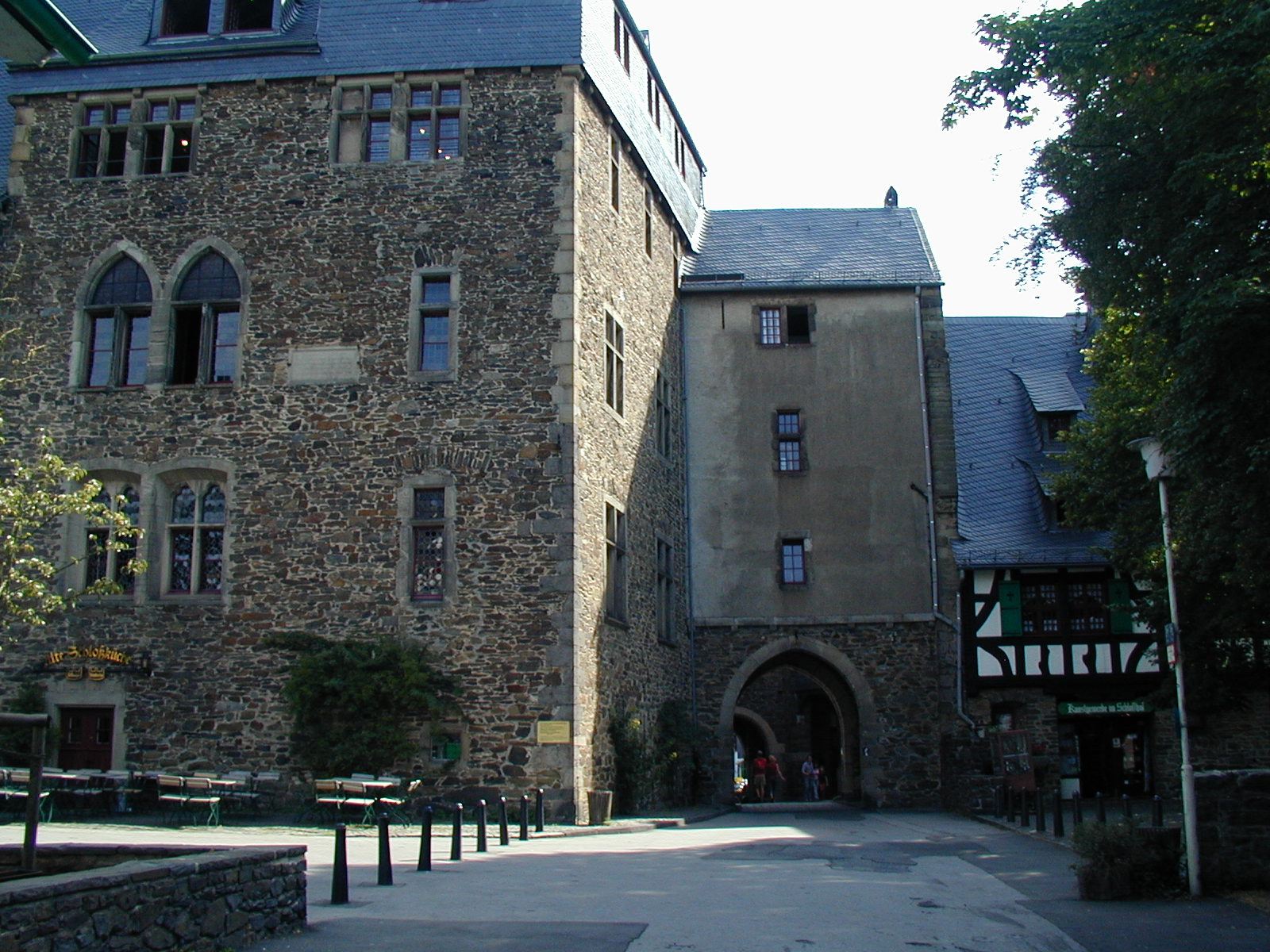
Vista parcial do palácio

## Uso actual

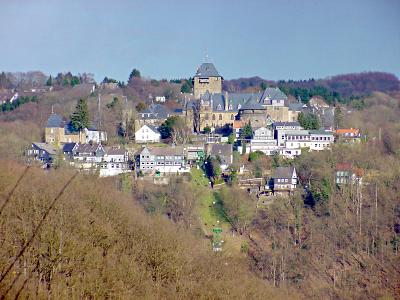
Vista geral do Scloss Burg.

A aparência actual do Schloss Burg não corresponde exactamente ao primeiro aspecto conhecido, documentado por Erich Philipp Ploennies em 1715, mostrando, no entanto, a torre de menagem e as fortificações. A reconstrução, planeada pelo arquitecto Gerhard August Fischer, é hoje uma atracção pública vista anualmente por mais de 250.000 visitantes. A capela do palácio é um local popular para a realização de casamentos.

### Schlossbauverein- a Associação do Palácio
A conservação do Schloss Burg está a cargo da Schlossbauverein (Associação do Palácio). Esta associação foi criada em 1887 como Verein zur Erhaltung der Schloßruine Burg an der Wupper (Associação para a Preservação das Ruínas do Palácio em Burg an der Wupper). O grande impulsionador foi Julius Schumacher, um fabricante natural de Wermelskirchen. Dez anos depois, o nome foi mudado para Schloßbauverein Burg an der Wupper e. V.. A gestão esteve a cargo do Dr. Stefan Geppert entre Maio de 2005 e Dezembro de 2008. O primeiro presidente foi Klaus-Dieter Schulz.

### Museu de Berg
O Schloss Burg acolhe o Museu das Terras de Berg (Museum des Bergischen Landes), o qual está instalado no seu interior e cuja entrada é livre. A exposição encontra-se em quatro importantes espaços do palácio: no Rittersaal (Salão dos Cavaleiros), na Ahnengalerie (Galeria dos Antepassados), na Kemenate (Câmara) e na Capela.
Na Galeria dos Antepassados encontra-se a linhagem dos senhores de Berg representada com árvores genealógicas e retratos. De seguida podem ver-se, entre outras peças, armaduras e armas no arsenal, acessórios de caça e moedas, como o denário de prata de Colónia do Arcebispo Engelberto I de Colónia e Conde Engelberto II de Berg. Uma pintura mural existente no Salão dos Cavaleiros, de C. Meyer (1856–1919), mostra o assassinato de Engelberto (ocorrido em 1225).

### Outras instalações
Na Batterieturm (Torre da Bateria), uma das torres do castelo, está alojado o Gedenkstätte des Deutschen Ostens und der Vertreibung ("Memorial da Alemanha Oriental e da Expulsão), inaugurado no dia 21 de Outubro de 1951 na presença de Theodor Heuss, o Presidente da Alemanha de então. O Memorial acolhe os sinos de Königsberg e Breslau e, desde 2 de Junho de 1962, o chamado Memorial da Expulsão (Mahnmal der Vertreibung), o grupo escultórico em pedra, composto pelo Prof. Kurt Schwerdtfeger, que representa uma família de refugiados em tamanho natural. 
Estão, ainda, instalados na base do castelo um alfarrabista e vários restaurantes. Também existem lojas onde se podem comprar recordações.

### Tília do Imperador

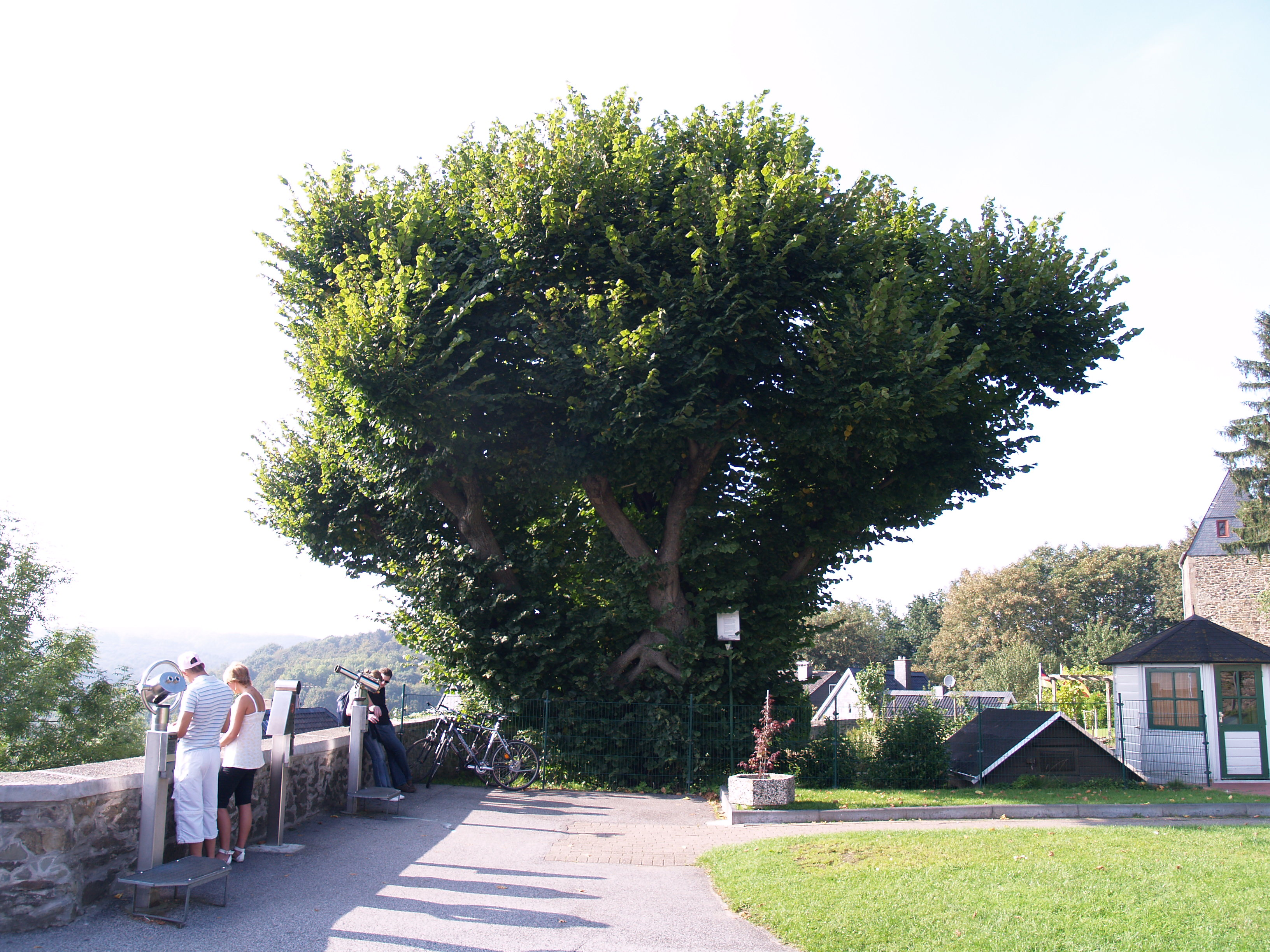
A Tília do Imperador.

No antigo jardim proquial, próximo da estação do teleférico de Berg, ergue-se uma velha tília (Tilia × europaea "Pallida") com cerca de 250 anos.

### Eventos regulares
Como eventos regulares realizados no Schloss Burg contam-se o mercado da Páscoa, o torneio de cavaleiros, o mercado medieval histórico e o bazar de Natal. Também se realizam, todos os anos, eventos culturais por parte dos deslocados da Pomerânia e da Prússia Oriental a favor do Memorial da Expulsão instalado na Batterieturm do Schloss Burg.

### Infraestruturas e meio ambiente

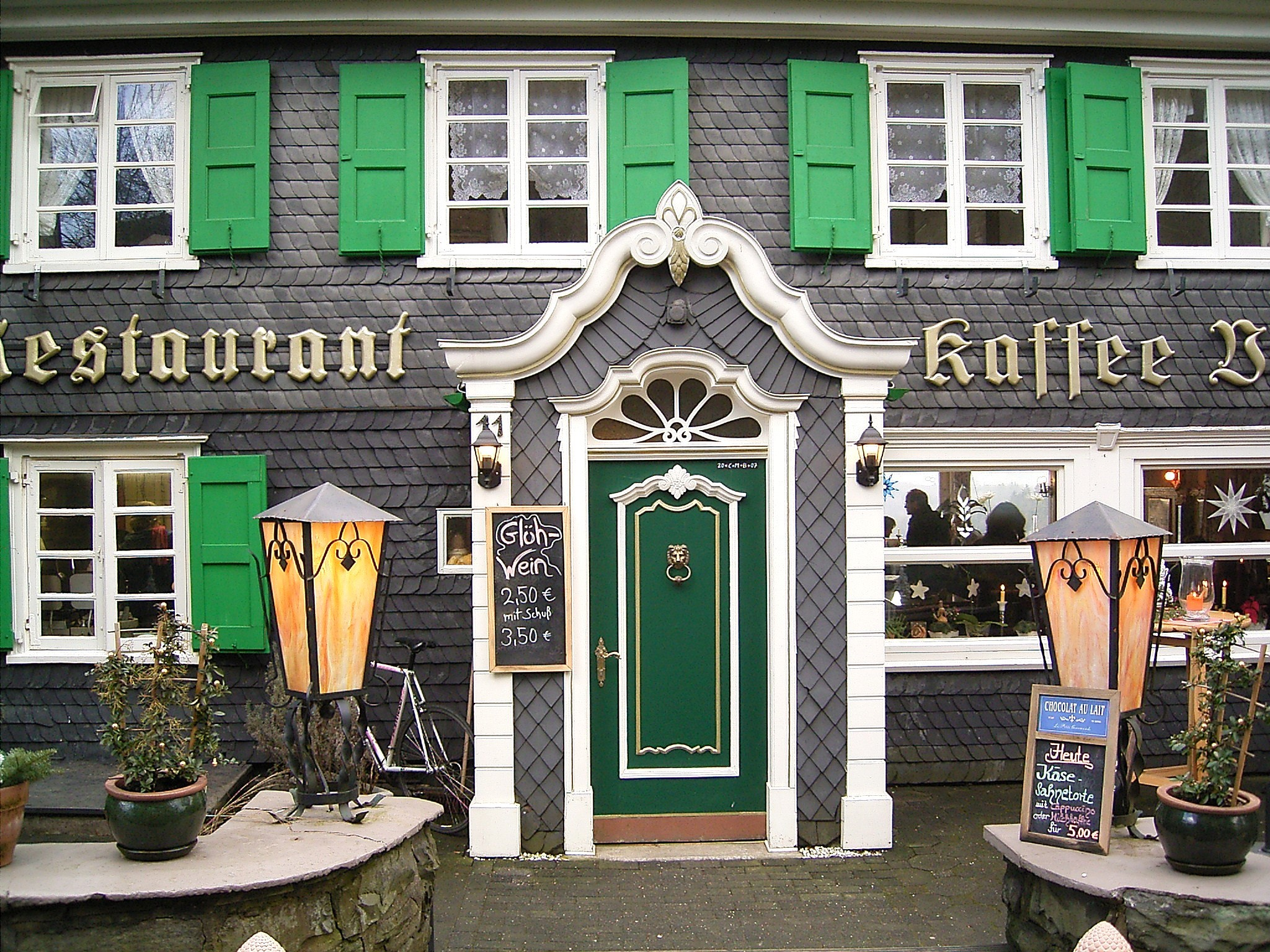
Entrada de restaurante no recinto.

É possível fazer caminahdas em trilhos que rodeiam o Unterburg (abaixo do castelo) e o Oberburg (acima do castelo). Desde 2007, depois da abertura dum parque sob a Ponte de Müngsten, pode chegar-se lá através duma pista ao longo do rio Wupper.
O tráfego para o castelo é feito, por um lado, através duma ligação à auto-estrada A1 (saída "Schloss Burg - Wermelskirchen") e, por outro, através dos transportes públicos (Stadtwerke Solingen, linha de trólei 683). A partir de Novembro de 2009, o trólei da linha 683 no Unterburg tornou-se no Obus-Drehscheibe Europas (paragem "Burg-Brücke").
Na área da gastronomia local, que está instalada numa parte da base do castelo, pode-se comprar um Burger Brezel ou saborear uma Bergische Kaffeetafel. Os padeiros de brezel têm um monumento no Unterburg, perto da caixa de depósitos. 
Um teleférico (Sesselbahn) – o primeiro no Nordrhein-Westfalen – liga, desde 31 de Maio de 1952, o Unterburg ao Oberburg, onde se encontra uma estação directamente no recinto do castelo.
Originalmente, Burg an der Wupper era um município independente no Rhein-Wupper-Kreis. Na reforma municipal de 1975 foi incorporado em Solingen.

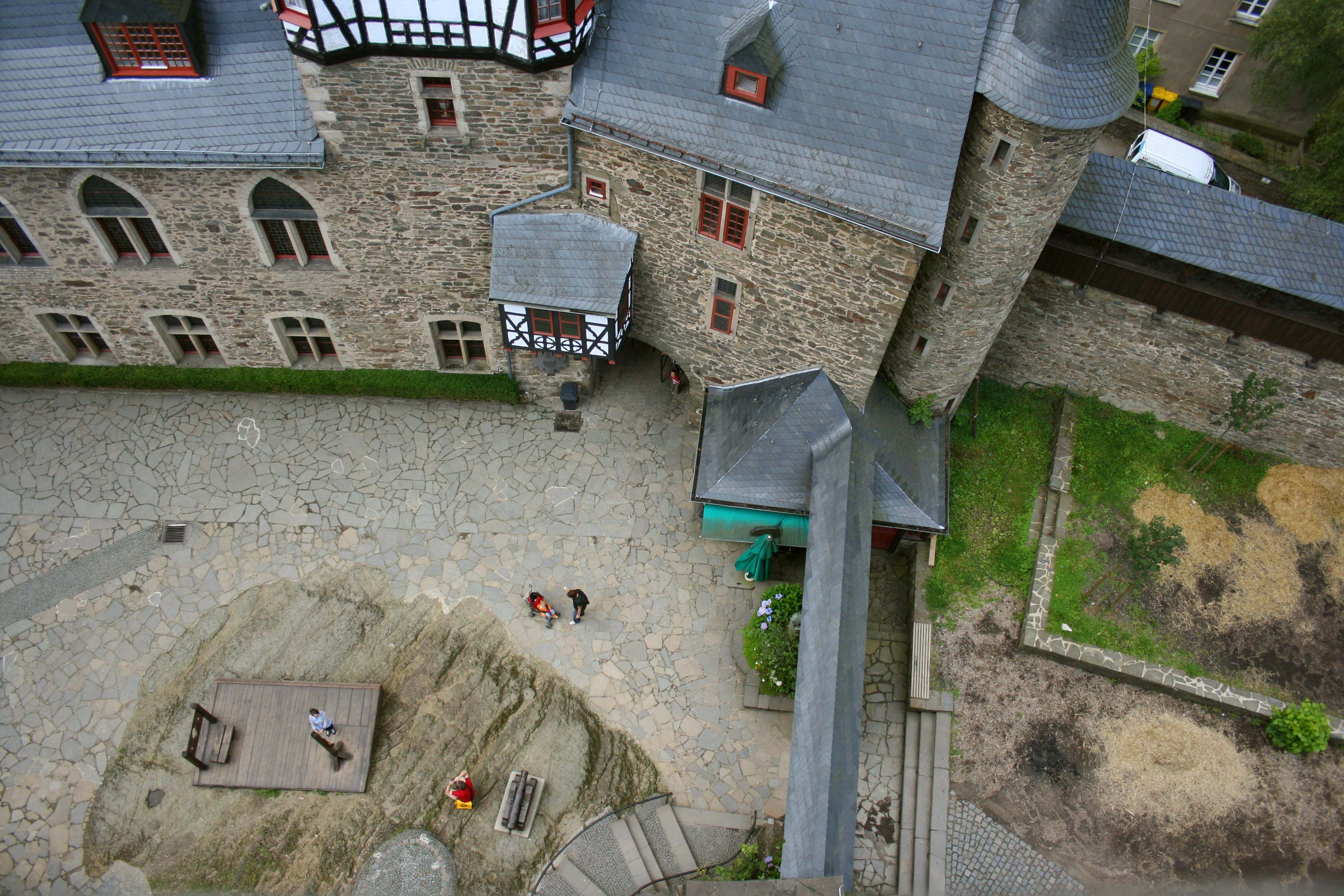
Vista aérea do pátio interior
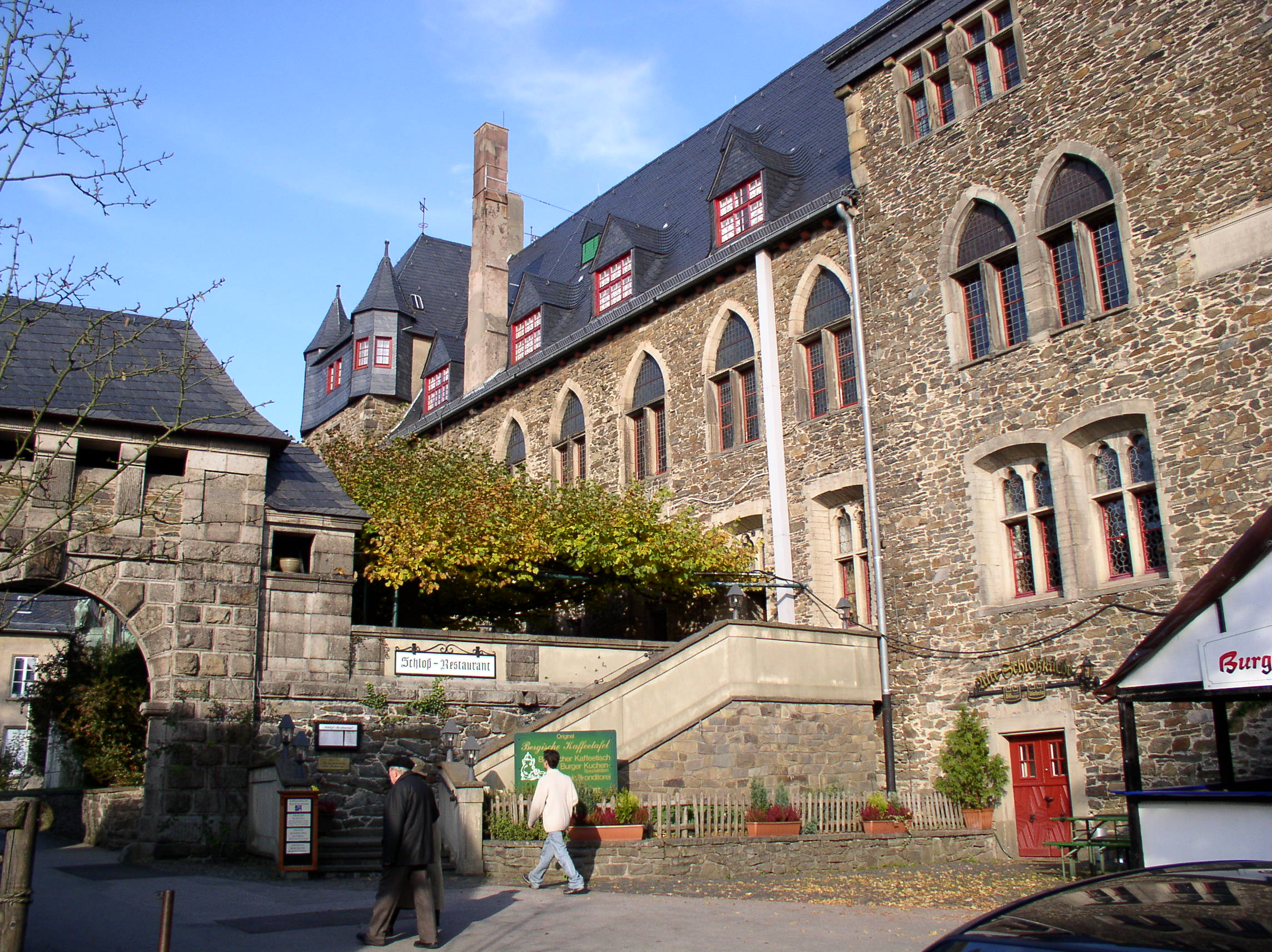
Fachada interior
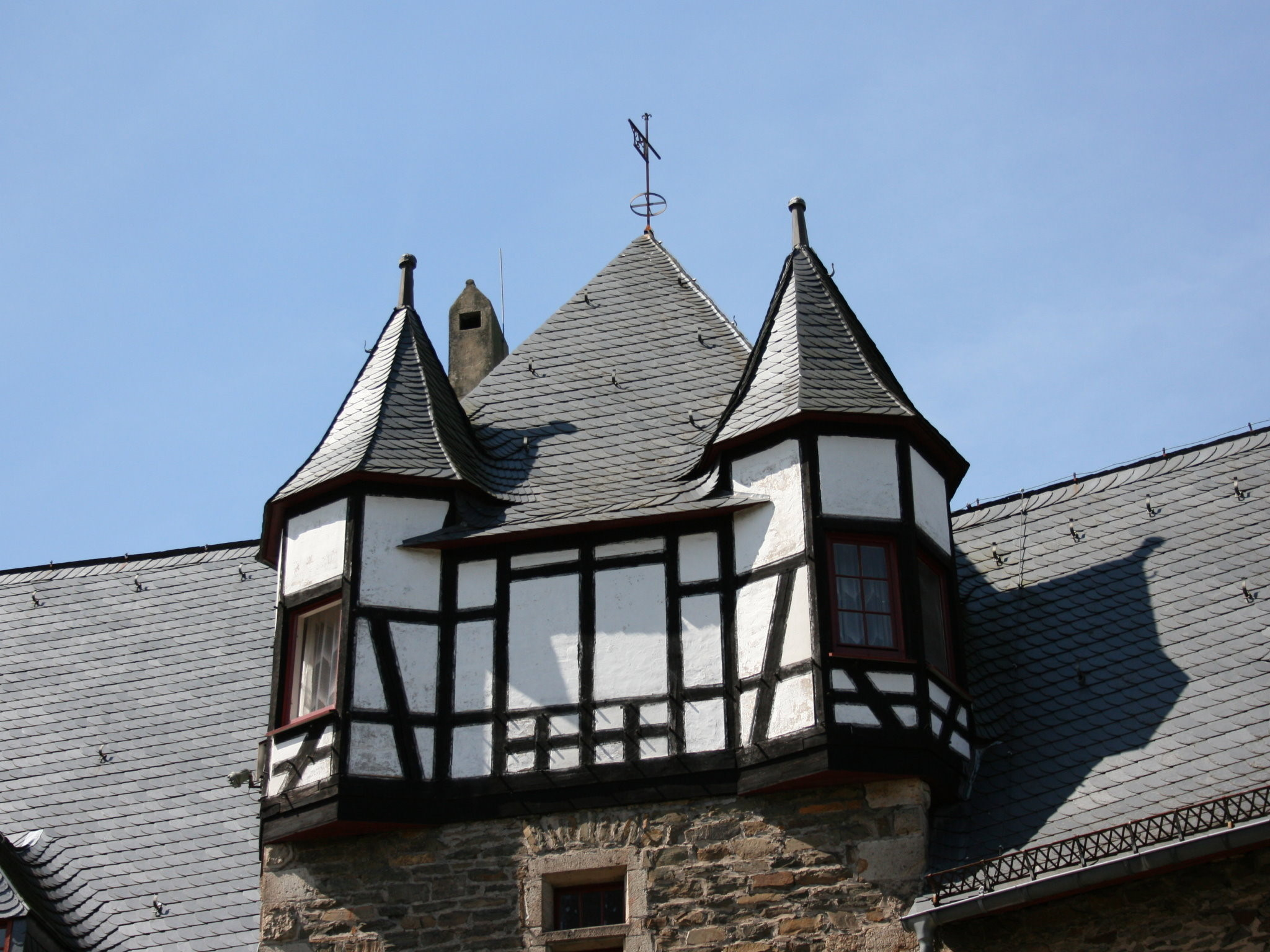
Detalhe do pátio interior
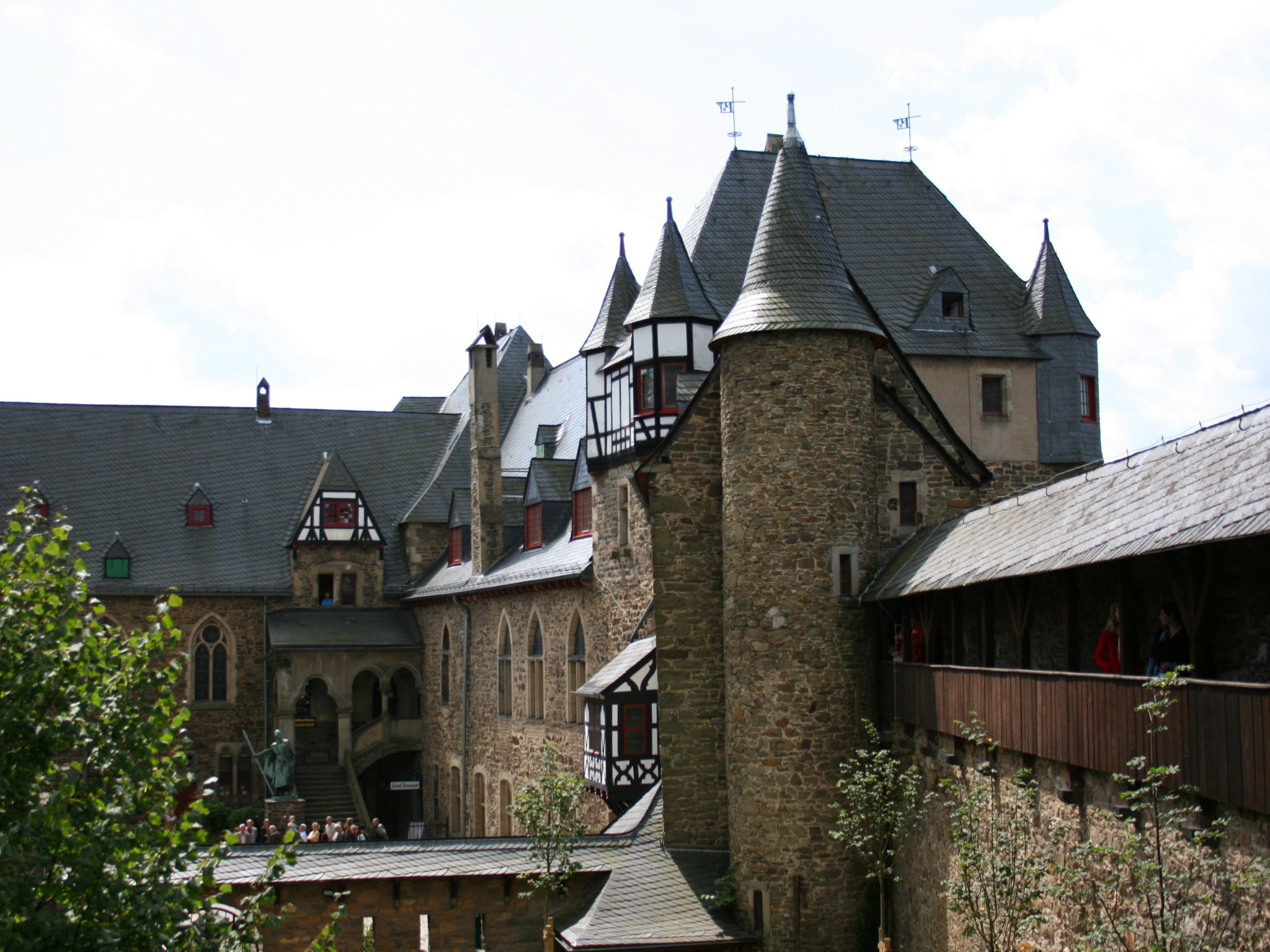
Aspecto do pátio interior
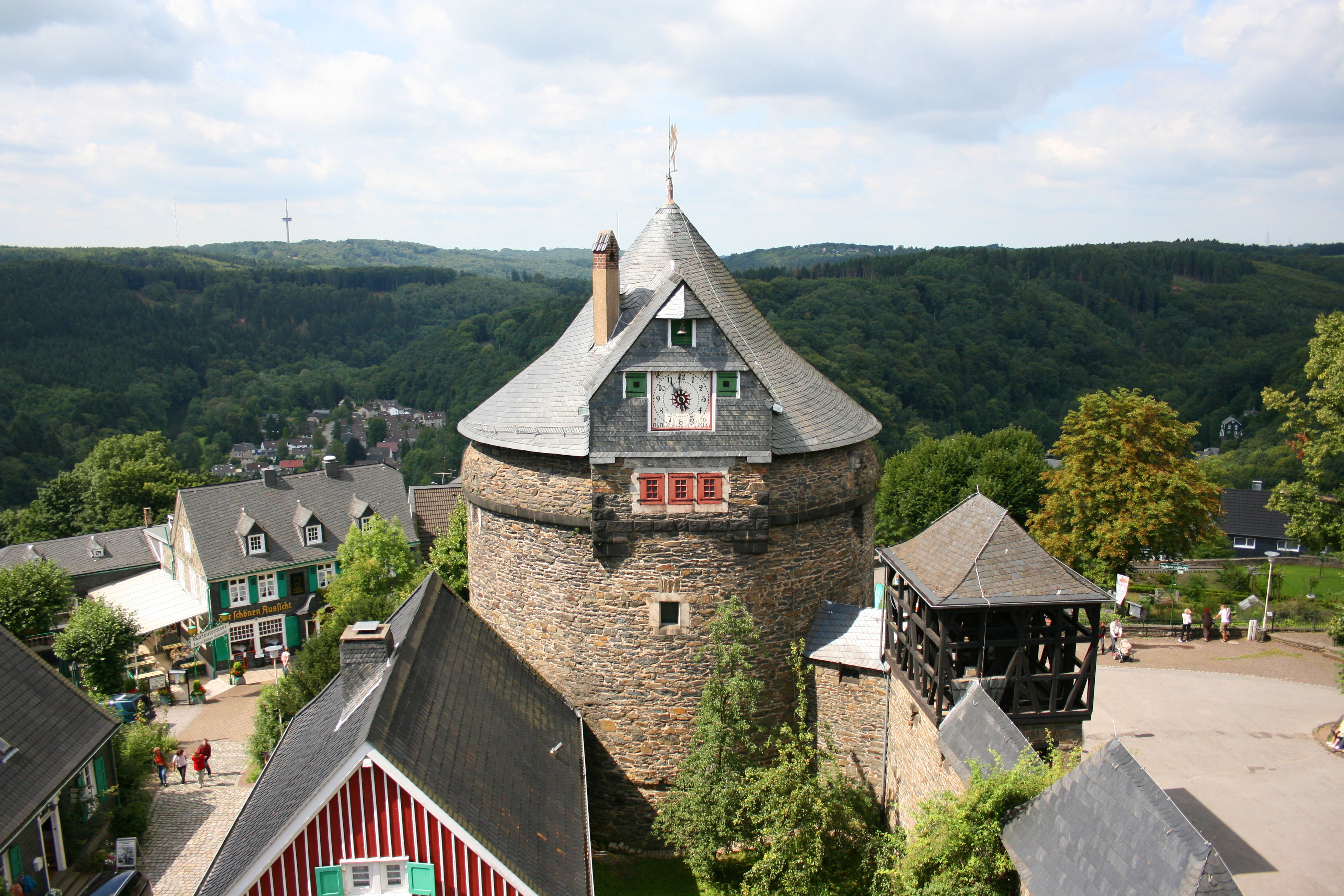
Batterieturm (Torre da Bateria)
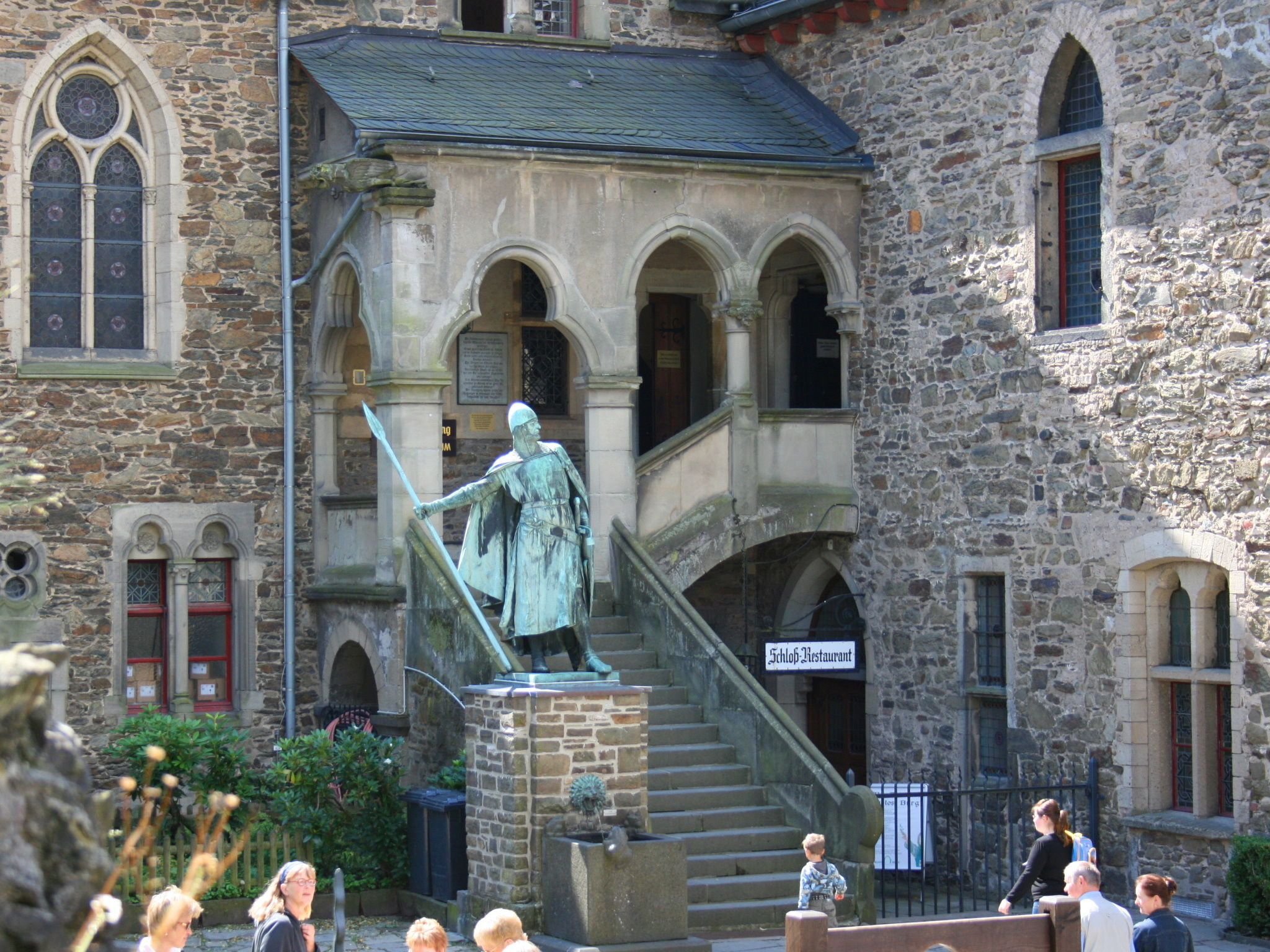
Detalhe da entrada do palácio
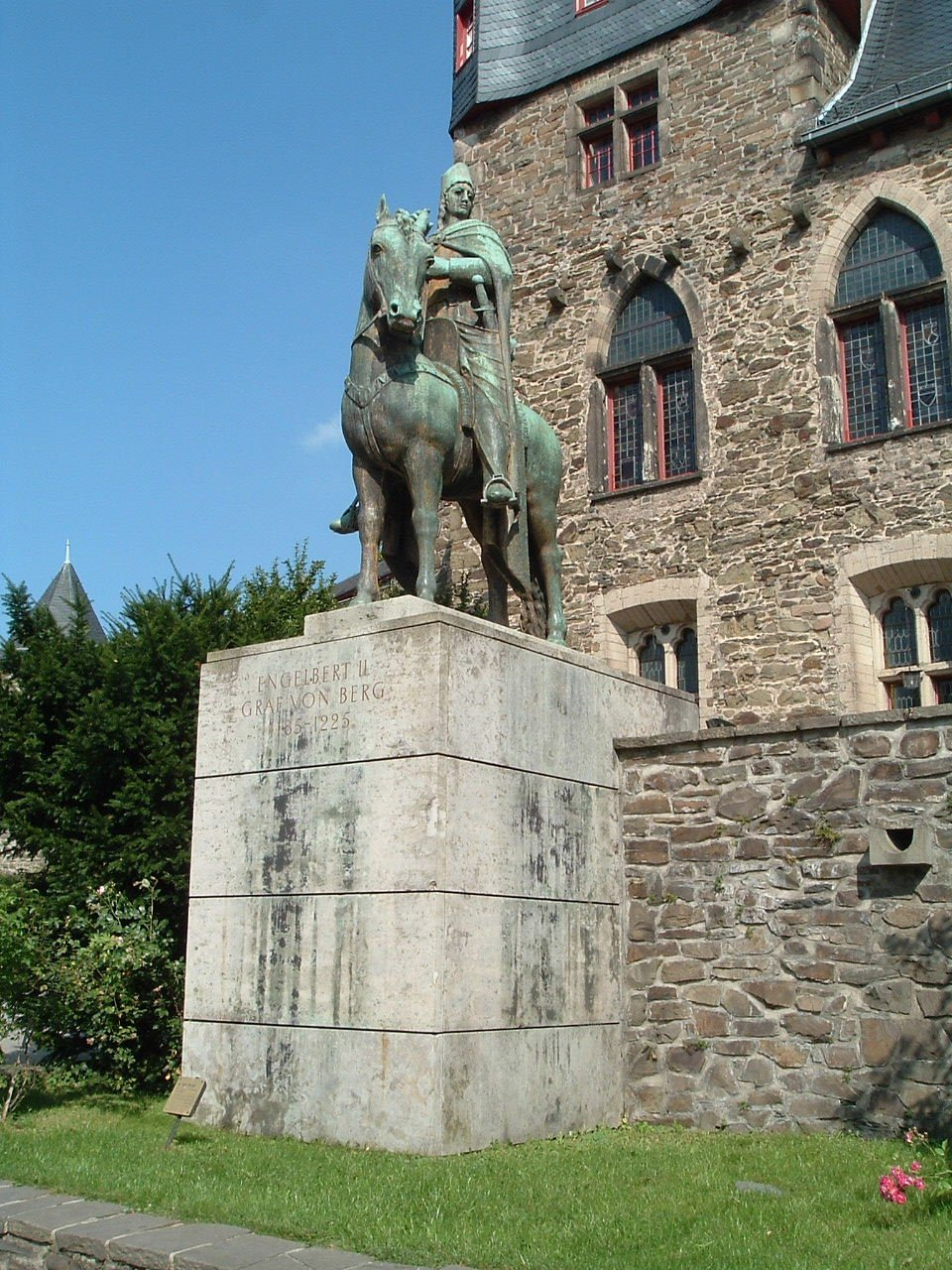
Estátua equestre do Conde Engelberto II com o palácio ao fundo

## Literatura
- Claudia G. Holtschneider: Archäologische Untersuchungen auf Schloss Burg. Em Romerike Berge, 56. Jahrgang, Heft 1/2006, pp 3-6: ISSN 0485-4306
- Elke Lutterbach: Schloss Burg an der Wupper (Ritterburgen Band 1). J. P. Bachem Verlag, Köln 2003; ISBN 3-7616-1699-6
- Dirk Soechting: Bergisches Museum Schloß Burg Solingen a. d. Wupper. Westermann, Braunschweig 1982, ISSN 0341-8634
- Dirk Soechting: Die Ritter auf Schloss Burg an der Wupper. Bildband zur Ausstellung, Thales-Verlag GmbH, Essen 2004; ISBN 3-88908-498-2
- Dirk Soechting: Schloss Burg als Postkarte. Verlag Ute Kierdorf, Remscheid 1980, ISBN 3-922055-26-5.
- Dirk Soechting: Schloss Burg an der Wupper. Sutton Verlag, Erfurt 2004; ISBN 3-89702-761-5.
- Dirk Soechting: Wenn es dunkel wird im Schloss. Geschichten von Schloss Burg. Thales-Verlag GmbH, Essen 2003; ISBN 3-88908-499-0
- Dirk Soechting, Schloßbauverein Burg a. d. W. (Hrsg.): Adels Schloss und Ritter Burg, Frohn Verlag, Essen 2002; atualmente apenas em inglês.
- Nicolaus J.Breidenbach, Neue "Alte Ansichten" von Schloß Burg, ou der Johanniter Hof Eselsfahrt an der Oberburg, in: Romerike Berge, 58. Jg., Heft 1 2008, ISSN 0485-4306